# Lucie Šafářová
Lucie Šafářová (født 4. februar 1987 i Brno, Tjekkoslovakiet) er en tidligere professionel tennisspiller fra Tjekkiet. Højdepunktet i hendes karriere var, da hun den 12. juni 2011 mødte Caroline Wozniacki i finalen i e-Boks Sony Ericsson Open 2011 i Farum.